# Kliniek Maria's Voorzienigheid
De Kliniek Maria's Voorzienigheid, op vandaag officieel hernoemd naar haar plaatsnaam als AZ Groeninge Campus Loofstraat, is een katholiek ziekenhuis in de Belgische stad Kortrijk. Het ziekenhuis bevindt zich in de Stationswijk-Zuid. In april 2017 verhuisden alle centra en verpleegeenheden naar campus Kennedylaan en sloot campus Loofstraat de deuren. 

## Geschiedenis
De kliniek Maria's Voorzienigheid werd gesticht in 1937. Een jaar later in 1938 werd de nieuwbouw officieel geopend aan de Loofstraat in de Doorniksewijk. Het was van meet af aan een privaat ziekenhuis, in tegenstelling tot het Onze Lieve Vrouwehospitaal, dat een OCMW-ziekenhuis was.
In 2003 fuseerde de Kliniek Maria's Voorzienigheid met 3 andere Kortrijkse ziekenhuizen: het in 1211 gestichte Onze-Lieve-Vrouwehospitaal, het Sint-Niklaasziekenhuis (1958) en het Sint-Maartenziekenhuis (1955). Bij de fusie werden alle specialisaties  gecentraliseerd in één campus.
Bij de opening van de nieuwe campus Kennedylaan van het AZ Groeninge in 2010, verhuisden enkele afdelingen uit de campus Loofstraat naar de nieuwe kliniek op Hoog Kortrijk, waaronder de materniteit. In april 2017 verhuisden de resterende centra en verpleegeenheden en sloot de campus de deuren.